# Poliocitellus
Poliocitellus är ett släkte i ekorrfamiljen. 
Släktets art har tidigare förts till släktet Spermophilus, men efter DNA-studier som visat att arterna i detta släkte var parafyletiska med avseende på präriehundar, släktet Ammospermophilus och murmeldjur, har det delats upp i flera släkten, bland annat detta.
Släktet har endast en art, Poliocitellus franklinii, som finns från centrala Kanada till centrala USA.